# HAPPY BIRTHDAY (back numberの曲)
「HAPPY BIRTHDAY」(ハッピーバースデー)は、back numberの20枚目のシングル。2019年2月27日にユニバーサルシグマより発売。

## 解説
- 19枚目のシングル「オールドファッション」から3か月ぶりのリリース。
- 初回盤と通常盤の2形態での発売。
- 初回盤は「HAPPY BIRTHDAY」のMVとメイキングなどを収録したDVD付。

### 認定と売上
|                                | 認定 (RIAJ)      | 売上/再生回数       |
| ------------------------------ | ---------------- | ------------------- |
| ダウンロード                   | ダブル・プラチナ | 500,000ダウンロード |
| ストリーミング                 | プラチナ         | 100,000,000 回再生  |
| *認定のみに基づく売上/再生回数 |                  |                     |

## 収録曲
| 全作詞・作曲: 清水依与吏、全編曲: back number(特記以外)。 |                                                                       |            |            |
| #                                                         | タイトル                                                              | 作詞       | 作曲・編曲 |
| 1.                                                        | 「HAPPY BIRTHDAY」(TBS系火曜ドラマ『初めて恋をした日に読む話』主題歌) | 清水依与吏 | 清水依与吏 |
| 2.                                                        | 「エキシビションデスマッチ」                                          | 清水依与吏 | 清水依与吏 |
| 3.                                                        | 「ジャスティスインザボックス」                                        | 清水依与吏 | 清水依与吏 |
| 4.                                                        | 「HAPPY BIRTHDAY（Instrumental）」                                    | 清水依与吏 | 清水依与吏 |
| 5.                                                        | 「エキシビションデスマッチ（Instrumental）」                          | 清水依与吏 | 清水依与吏 |
| 6.                                                        | 「ジャスティスインザボックス（Instrumental）」                        | 清水依与吏 | 清水依与吏 |

表題曲HAPPY BIRTHDAYのプロデュース及びアレンジメントには、同バンドの楽曲「クリスマスソング」、「ヒロイン」等を手掛けた小林武史を迎えている。

### 初回限定盤DVD
1. 「HAPPY BIRTHDAY」music video
2. 「HAPPY BIRTHDAY」music of studio recording & music video & photo session
3. 「back number dome tour 2018 “stay with you”」digest movie